# ありがとう (2006年の映画)
『ありがとう』は、2006年11月25日から公開された日本の映画作品である。阪神・淡路大震災で全てを失い、還暦目前にプロゴルファーのテストに合格し、シニアゴルファーとして活躍する古市忠夫の半生を綴った映画である。監督は万田邦敏。文部科学省選定作品。原作はスポーツノンフィクション作家・平山譲の同名小説（初版でのタイトルは『還暦ルーキー』）。古市役は赤井英和が演じた。なお、タイトルロゴは加藤登紀子の筆による。

## あらすじ
神戸市長田区の鷹取商店街（映画内では若鷹商店街）でカメラ店を営んでいた古市忠夫。1995年1月17日午前5時46分に発生した阪神・淡路大震災で、自宅兼店舗を焼失してしまう。その後、地元の復興のため、町内会長や消防団の団長などを務め、ボランティア活動に奔走した。
自ら趣味としていたゴルフで家族を食わせていこうと、震災で焼け残ったゴルフクラブでプロゴルファーになることを決意し、PGA資格認定プロテストに60歳で合格した。
物語は、震災で全てを失い、仲間も亡くした古市が、還暦でプロゴルファーになるまでの"奇跡"を描く。
さまざまな情報をもとに、セットとCGを駆使して、当時の神戸がほぼ忠実に再現され、その程度は、古市がお墨付きとしたほどと言われる。また、一部ではあるが、当時の実際の映像も使用されている。

## キャスト
- 古市忠夫：赤井英和
- 古市千賀代：田中好子
- 飯田美子：薬師丸ひろ子
- 古市千栄子：尾野真千子
- 古市洋子：前田綾花
- 中山清：光石研
- 有野健太：尾美としのり
- 中岡史郎：柏原収史
- 竹村博：高橋和也
- 中山保繁：今福将雄

賛同出演
- 永瀬正敏
- 豊川悦司
- 佐野史郎
- 鶴見辰吾
- 仲村トオル
- でんでん
- 里見まさと
- テント
- Mr.オクレ
- 島木譲二
- 桂きん枝ほか

## テーマソング
- 河島英五「生きてりゃいいさ」

## スタッフ
- 監督：万田邦敏
- プロデューサー・特撮監督：仙頭武則
- 撮影：渡部眞
- 原作：平山譲「ありがとう」（講談社文庫 ISBN 4062755408）
- 映画「ありがとう」製作委員会
  - ランブルフィッシュ
  - バップ
  - TOKYO FM
  - NHKエンタープライズ
- 配給：東映